# Kamila Stormowska
Kamila Stormowska (Elbląg, 12 aprile 2000) è una pattinatrice di short track polacca.

## Biografia
Ha iniziato a praticare lo short track nel 2009. Ha studiato management all'Università di Danzica.
Intrattiene una relazione sentimentale con il francese Diané Sellier, anche lui pattinatore di short track di caratura internazionale.

### Carriera
Ha parteciato al Festival olimpico invernale della gioventù europea di Erzurum  2017, vincendo la medaglia d'oro nei 1000 m e quella d'argento nella staffetta mista 3000 m.
Ha rappresentato la Polonia ai Giochi olimpici invernali di Pechino 2022, dove si è classificata 28ª nei 500 m, 26ª nei 1000 m e 24ª nei 1500 m. Nella staffetta 3000 m si piazzata 6ª con le compagne Natalia Maliszewska, Nikola Mazur e Patrycja Maliszewska, e nella staffetta mista 2000 m 11ª, con i connazionali Michał Niewiński, Nikola Mazur e Łukasz Kuczyński.

## Palmarès
- Mondiali

Pechino 2025: argento nella staffetta 3000 m, bronzo nella staffetta mista 2000 m;
- Europei

Danzica 2024: argento nella staffetta mista 2000 m;
Dresda 2025: bronzo nella staffetta 3000 m e nella staffetta mista 2000 m;
- Festival olimpico della gioventù europea

Erzurum 2017: oro nei 1000 m; argento nella staffetta mista 3000 m;